# Me Two
Me Two (или #MeTwo) — популярный хештег, получивший распространение в социальных сетях в середине 2018 года, призванный бороться против бытового расизма и ксенофобии в Германии в отношении мигрантов. Движение в Твиттере было запущено немецким журналистом и социальным активистом турецкого происхождения Али Каном и стало набирать популярность в результате дискуссии вокруг немецкого футболиста с турецкими корнями Месута Озила, решившего покинуть национальную сборную после публичной критики в его сторону из-за фотографии с президентом Турции Реджепом Тайипом Эрдоганом. С тех пор хештег был использован более 100 тысяч раз, в том числе и представителями культуры.

## Происхождение фразы
Название хештега #MeTwo созвучно названию движения #MeToo, однако пишется иначе и имеет другие цели. Хештег запустил журналист, социальный активист и правозащитник Али Кан с целью объединить мигрантов в Германии во втором и третьем поколении и призвать их использовать аккаунты в социальных сетях, чтобы делиться своими историями бытового расизма и тем, с чем им приходится сталкиваться, чтобы быть принятыми в немецком обществе. В своем аккаунте в Твиттере Али Кан написал:
«#Metwo означает, что у меня не одна, а две идентичности. Я гражданин Германии — но я из иммигрантской среды. У меня турецкие корни, и там, в Турции, у меня есть родственники».
Особую популярность хештег обрел после разгоревшейся дискуссии вокруг немецкого футболиста турецкого происхождения Месута Озила и его решения покинуть национальную сборную в результате критики в его адрес из-за фотографии с президентом Турции Реджепом Тайипом Эрдаганом. Встреча немецкого футболиста и турецкого президента произошла накануне президентских выборов в Турции и после слабого выступления Месута Озила на Чемпионате мира по футболу в России. Отвечая на обвинения в свой адрес, Месут Озил обвинил немецкий футбольный союз, фанатов и медиа в расизме и политики двойных стандартов в отношении людей с турецкими корнями и выложил открытое письмо в своем аккаунте в социальной сети Instagram: 
«Я немец, когда мы выигрываем, но я иммигрант, когда мы проигрываем»
«Я родился и учился в Германии, так почему я не могу быть принят, как немец?»
«У меня два сердца: одно принадлежит Турции, другое — Германии»

## Поддержка
Многие деятели культуры Германии с не немецким происхождением высказались в поддержку движения. Русская служба немецкой телерадиокомпании Deutsche Welle взяла интервью у журналиста Михеля Абдоллахи, актрисы и комика Идиль Байдар.

Михель Абдоллахи: 
«В Германии расизм есть, это нам всем известно. Все, кто здесь подпадает под определение „мигрант“, знают, что он проявляется в двух формах — это подсознательный бытовой и ярко выраженный мерзкий расизм. В отношении дискуссии с #Me Two я особых иллюзий не питаю — расизм никуда не денется. Однако возможно кое-кого она заставит задуматься. Разумеется, не тех, кто выбирает расизм осознанно, а тех, кто не ведает, что говорит. Может быть, теперь они поймут, как глубоко ранят и влияют на людей их слова„
Идиль Байдар: 
“Если я сообщу в полицию, что меня дискриминируют или оскорбляют, используя расистские высказывания, за этим не последует никаких действий. На политическом уровне я не вижу никакого стремления бороться с бытовым расизмом. Есть желающие запустить один-другой гламурный проект, а действительно что-то менять, дать определение проявлениям расизма и наказывать за них — это никого не интересует. С раннего детства я не задумывалась о том, что „нужно быть немкой“, потому что фактически я ею и была. Потом, в процессе взросления, мне стали приписывать отличия и категории. Меня „мигрантизировали“, несмотря на то, что я родилась в Германии и моя социализация проходила исключительно в немецком духе„
В поддержку движению выступил министр иностранных дел Германии Хайко Маас. В своем аккаунте в Твиттере он написал:
“Я советую всем, кто думает, что расизм — не проблема в Германии, больше почитать все эти #MeTwo твиты. Это удивительно и больно наблюдать, как много людей высказываются здесь. Давайте вместе с ними будем выступать против расизма — всегда и везде.„

## Реакция в СМИ
Немецкая общественная телекомпания Deutsche Welle: 
“#MeTwo стремится стать для иммигрантов и их потомков тем, чем #MeToo стало для женщин. Немецкий общественный дискомфорт при обсуждении вопросов расы, оставляет мало места цветным людям, озвучить свой опыт столкновения с расизмом, позволяя бытовой нетерпимости и скрытым предрассудкам, оставаться социально приемлемыми„
Деловая газета Handelsblatt: 
“Молодой активист запустил хештег #MeTwo по следам скандала с Озилем для того, чтобы инициировать долгожданную дискуссию о расизме в Германии„
Газета Süddeutsche Zeitung: 
“Движение #MeTwo — для тех людей, чьи голоса не были слышны, и которые, получили теперь возможность говорить, превращая абстрактные понятия в реально осязаемые, трогательные свидетельства»